# Puente El Zacatal
El puente denominado El Zacatal se encuentra ubicado en la parte suroeste de Ciudad del Carmen, en el estado mexicano de Campeche y une la península de Atasta con la Isla del Carmen, en el "km 165.000" de la carretera Villahermosa-Ciudad del Carmen cruzando la Laguna de Términos. Fue terminado el 24 de noviembre de 1994 e inaugurado por el presidente Carlos Salinas de Gortari.

## Descripción

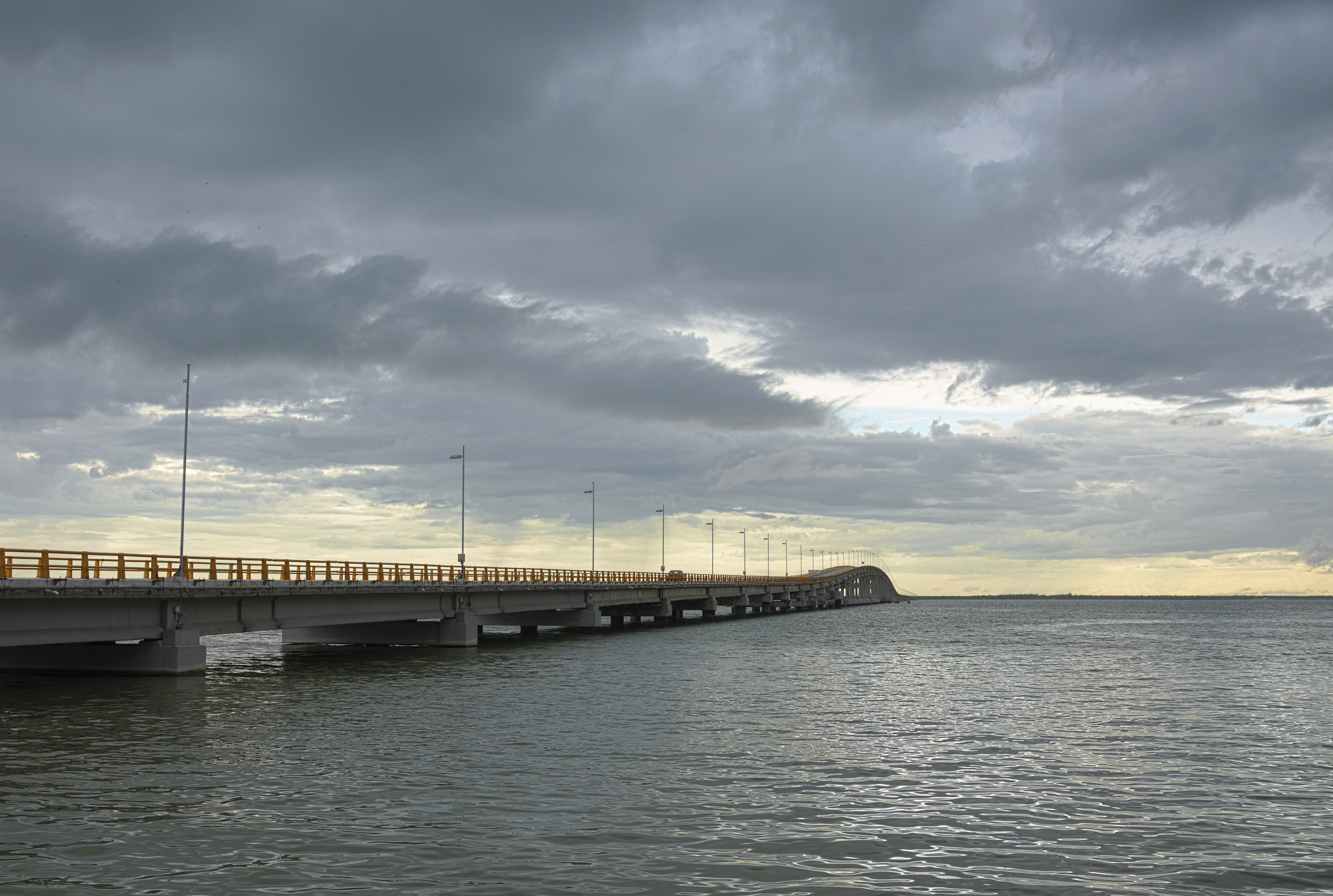
Puente El Zacatal, en dirección a Ciudad del Carmen.

Con una longitud de 3861 m y un ancho de 9.00 m es el más largo de México y es transitable en dos carriles por toda clase de vehículos, siendo empleado por la Carretera Federal 180. Es uno de los más transitados del país al tratarse de la entrada a la península de Yucatán.
La súper estructura en su totalidad está formada a base de elementos prefabricados siendo estos: 121 cabezales prefabricados de concreto, 496 trabes AASTHO tipo IV modificado y 8 trabes cajón, así como 124 losas de concreto postensado.
El puente fue construido en el punto denominado previamente Punta Zacatal, pequeño cabo en el litoral continental que conforma la Laguna de Términos.